# Francisco Pío de Saboya y Moura
Francisco Pío de Saboya y Moura (Milán, 1672-Madrid, 15 de septiembre de 1723) fue un aristócrata y militar italiano, al servicio de la Corona de España. Hijo de Giberto Pio di Savoia y Joana de Moura Corte-Real, ostentó los títulos de marqués de Castel Rodrigo con grandeza de España, duque de Nocera, conde de Lumiares y príncipe Pío y de San Gregorio.

## Biografía
Aunque su primer servicio en el Ejército fue de piquero en el ejército de Milán, muy pronto su origen ilustre le encumbraría hasta los más altos puestos del generalato. Antes del año 1707 ya era teniente general de los Reales Ejércitos. En la guerra de Sucesión Española apoyó el bando de Felipe V por lo que obtuvo el Toisón de Oro. En Italia fue gobernador de las armas del Reino de Sicilia, y en 1707 regresó a España tras la toma de Nápoles por las tropas austríacas, pasando a servir en el ejército de Aragón.  
Acabada la guerra, en mayo de 1714 fue nombrado gobernador y capitán general de Madrid, cargo que apenas llegó a desempeñar pues para final de año se suprimió dicha Capitanía. En mayo del año siguiente fue designado para ocupar el importante cargo de gobernador y capitán general de Cataluña. Durante el tiempo que ocupó la capitanía general de Cataluña (1715-1719 y 1720-1722) reprimió con dureza todos los movimientos de los austracistas.
Durante su gobierno se construyó la Ciudadela de Barcelona. En 1719, en el marco de la Guerra de la Cuádruple Alianza, rechazó un ataque del Ejército francés, al mando del duque de Berwick, a la frontera catalana que había revitalizado el movimiento guerrillero austracista en aquel territorio. En octubre de 1721 fue nombrado caballerizo mayor de la casa del príncipe de Asturias. 
Estuvo casado con Juana Spínola de la Cerda, hija de Felipe Antonio Spínola, IV marqués de los Balbases, y de María Isabel de la Cerda. La pareja tuvo al menos cuatro hijos, dos de los cuales, el único varón Gisberto y, a su muerte sin descendencia directa en 1776, la mayor de las hijas sobrevivientes, Isabel María, heredaron los títulos de su padre.
Pereció en la noche del 15 de septiembre de 1723 arrastrado por una tormenta cuando salía de la casa del conde de Oñate y marqués de Montealegre, junto a Recoletos, adonde había asistido a la celebración de la fiesta de cumpleaños de su cuñado Francesco Pico, duque de Mirandola, cuya esposa María Teresa Spínola de la Cerda también falleció en la ocasión. El cuerpo del Príncipe Pío reapareció al día siguiente flotando en el río Manzanares, a tres leguas del lugar de los hechos, y fue depositado en el convento de San Joaquín o de Los Afligidos, frente a su propia casa.
Fue uno de los propietarios de la colina donde se levanta el actual templo de Debod en Madrid conocida por ello como montaña del Príncipe Pío y la principal razón de que su nombre haya pasado a la historia. En las inmediaciones se construyó también la Estación Norte de Madrid, hoy transformada en estación de Cercanías y rebautizada como estación de Príncipe Pío.